# 贾胡安·约翰逊
贾胡安·马基斯·约翰逊（英語：JaJuan Markeis Johnson，1989年2月8日—），美国NBA联盟职业篮球运动员。他在2011年的NBA选秀中第1轮第27顺位被新泽西篮网选中。